# Федотовская (Котласский район)
Федо́товская — сельский населённый пункт в Котласском районе Архангельской области Российской Федерации.
Расположен в 27 км от города Котласа (35 км по автодороге) на левом берегу реки Северная Двина, в 27 км (30 км по автодороге) от ближайшей железнодорожной станции в деревне Ядриха.

## Географическое положение
Деревня расположена на левом берегу реки Северная Двина, рядом с впадающей в неё рекой Вонгодой. Располагается на севере Котласского района Архангельской области.

## Административное положение
Является деревней. Входит в состав Шипицынского городского поселения Котласского района.

## Население
| 2002 | 2009 | 2010 |
| ---- | ---- | ---- |
| 569  | ↗613 | ↘552 |

## Экономика
В деревне имеется несколько продовольственных магазинов, промтоварный магазин и др.

## Социальная сфера
В деревне имеется почта, медпункт, школа, детский сад, дом культуры, пожарная часть, детская игровая площадка.

## Достопримечательности
В деревне имеется памятник жителям деревни, воевавшим в Великой Отечественной войне.